# Erysimum uncinatifolium
Erysimum uncinatifolium är en korsblommig växtart som beskrevs av Pierre Edmond Boissier och Alfred Huet du Pavillon. Erysimum uncinatifolium ingår i släktet kårlar, och familjen korsblommiga växter. Inga underarter finns listade i Catalogue of Life.